# Jean-Louis Bertuccelli
Jean-Louis Bertuccelli (* 3. Juni 1942 im  16. Arrondissement in Paris; † 6. März 2014 ebenda) war ein französischer Filmregisseur und Drehbuchautor.

## Leben und Werk
Jean-Louis Bertuccelli studierte Klavier und Film. Im Jahr 1965 begann er als Toningenieur zu arbeiten. Nach mehreren Kurzfilmen drehte er 1969 den Film Mauern aus Ton, der in einem Dorf am Rande der Sahara spielt. Jean-Louis Trintignant übernahm die Hauptrolle. Für den 83-minütigen Film bekam Bertuccelli 1971 den Prix Jean Vigo, er wurde 1977 auf der documenta 6 in Kassel gezeigt. Den historischen Roman Paulina 1880 von Pierre Jean Jouve verfilmte Bertuccelli 1972. Dr. med. Françoise Gailland von 1976 mit Annie Girardot in der Hauptrolle und Jean-Pierre Cassel, François Périer und Isabelle Huppert in Nebenrollen, wurde mit mehreren Preisen ausgezeichnet. Bertuccelli drehte 1977 Der Ankläger mit mehreren bekannten Schauspielern, unter ihnen Michel Piccoli. In Benjamin von 1991 spielte Giulietta Masina die Hauptrolle. Bertuccelli drehte später verschiedene Filme für das Fernsehen. Er ist der Vater von Julie Bertuccelli (* 1968).

## Filmografie (Auswahl)
- 1970: Mauern aus Ton (Remparts d’argile)
- 1972: Paulina 1880
- 1974: Irrtum einer Liebesgeschichte (On s'est trompé d’histoire d’amour)
- 1976: Dr. med. Françoise Gailland (Docteur Françoise Gailland)
- 1976: Die Tatarenwüste (Il deserto dei tatari)
- 1977: Der Ankläger (L’imprécateur)
- 1982: Nicht jugendfrei (Interdit aux moins de 13 ans)
- 1984: Streß (Stress)
- 1991: Benjamin (Aujourd’hui peut-être …)